# Węglarstwo
Węglarstwo – rzemiosło polegające na wytwarzaniu węgla drzewnego, zajmowali się nim węglarze, zanikło w XIX w.